# Lumea lui Astrid Lindgren

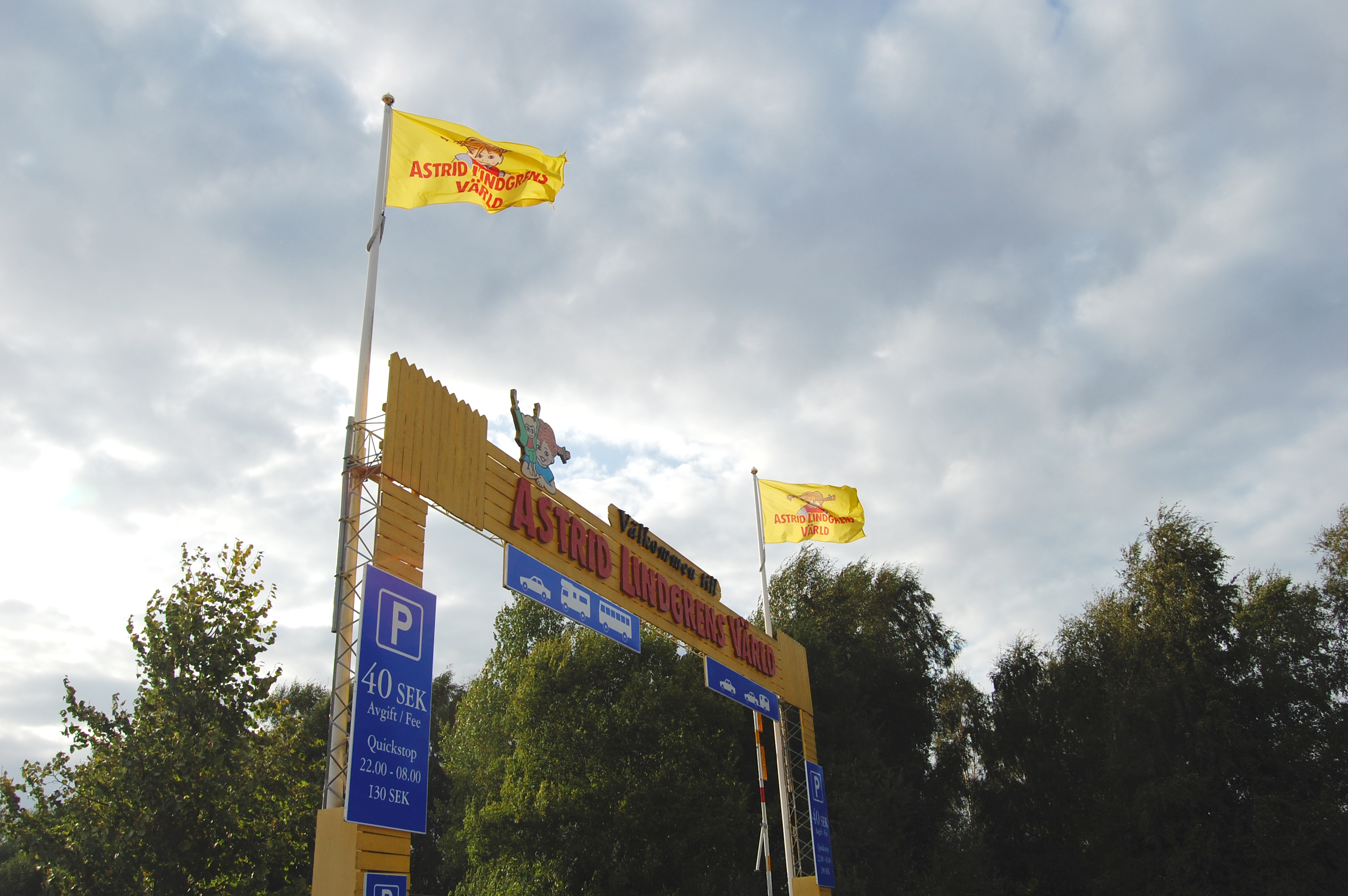
Lumea lui Astrid Lindgren

Lumea lui Astrid Lindgren (în limba suedeză Astrid Lindgrens Värld) este un parc tematic situat în Vimmerby, Suedia, în orașul natal al scriitoarei Astrid Lindgren. Parcul respectă cu fidelitate cadrele zugrăvite în cărțile scriitoarei și oferă posibilitatea intrării în lumea magică a lui Pippi Șosețică (Pippi Långstrump), Emil din Lönneberga (Emil i Lönneberga), a Roniei, fată de tâlhar (Ronja Rövardotter) și a multor alte personaje celebre.
Parcul este deschis publicului larg pe timpul verii și găzduiește zilnic o multitudine de spectacole pentru micii vizitatori.